# Sandtids-web
Et sandtids-web er et netværk web, som anvender teknologier, der gør brugerne i stand til at modtage information ligeså snart den er udgivet af disses forfattere (sandtid), i stedet for at brugerne eller deres software skal tjekke en kilde periodisk for informationsopdateringer.